# Борна (болест)
Борна (Poeioencephalomyelitis non purulenta infectiosa) представлява неврологично заболяване проявяващо се като прогресивна хронична менингоенцефалитна инфекция при топлокръвните животни. То е и зооноза, от него се заразяват и боледуват хора.
Причинителят e вирус, наречен Bornavirus. Спада към V група (−)ев РНК. Заболяването се характеризира с поява на необичайно поведение, залежаване, парези и много често завършва със смърт. Макар че боледуват основно коне и овце, последните научни открития показват, че то може да бъде причина за появата на някои видове нервни и психични заболявания при човека, включително биполярно разстройство и депресия.

## Исторически сведения
Вирусът е изолиран през 1927 г. от Zwick и сътрудници в град Борна, Германия. В средата на 1980-те години са открити и антитела в човешка кръв.

## Етиология
Вирусът, причиняващ заболяването, е с обвивка и диаметър около 80nm. Стабилен е при pH от 5 до 12, но е чувствителен към по-високи температури.

## Епизоотология
Боледуват млади коне до 2 – 3 годишна възраст и по-рядко овце. Заболяването е установено и по говеда, кози, кучета, лисици. През 1995 г. в Швеция е регистрирано при домашни котки, а през 2000 г. и при рисове.
Източник на инфекцията са болните животни. Вирусът се разпространява по въздушно-капков път, чрез слюнка, мляко, урина и други секрети. Входната врата е лигавицата на носната и устната кухина. От там по кръвен път вирусът достига до главния и гръбначния мозък, където се размножава.

## Клинични признаци
Инкубационния период продължава около една седмица. Появява се депресия, промяна на апетита, храносмилателни разстройства (диария или запек), некоординирани движения, парези, парализи и смърт. Смъртността при конете е 80 - 100%, а при овцете около 60%. Преболедувалите изграждат стабилен имунитет, но показват паралитични прояви през остатъка от живота си.

## Патологоанатомични изменения
При аутопсия се наблюдават хиперемия на носната лигавица и дребни кръвоизливи в мозъка.